# آرثر إنجل
آرثر إنجل (بالألمانية: Arthur Engel)‏ هو رياضياتي ألماني، ولد في 1928.